# Les Premiers Hommes dans la Lune (film, 1964)
Pour les articles homonymes, voir Les Premiers Hommes dans la Lune (homonymie).
Pour plus de détails, voir Fiche technique et Distribution.
Les Premiers Hommes dans la Lune (First Men in the Moon) est un film britannique réalisé par Nathan Juran, sorti en 1964. La technique de l'animation en volume est utilisée dans ce film (comme dans tous les films où Ray Harryhausen a officié).

## Synopsis
En 1964, une mission astronautique internationale (Russes et Américains ensemble) prend pied sur la Lune et y découvre un drapeau britannique et un document écrit qui est une prise de possession de la Lune au nom de la reine Victoria. Grosse surprise des astronautes qui se croyaient les premiers hommes sur la Lune. On retrouve Bedford, le dépositaire de ce document, dans une maison de retraite de l'Angleterre,.
Bedford raconte son histoire. À la fin du XIXe siècle, pour échapper à ses créanciers, il s'associe avec un savant un peu fou mais génial, Cavor, qui a inventé une matière, la cavorite, qui, une fois déposée sur un objet, permet à celui-ci de s'affranchir de la pesanteur. Ensemble, et avec Kate, la fiancée de Bedford, ils partent pour la Lune, et découvrent que celle-ci est habitée par les Sélénites, des humanoïdes insectiformes qui ont conçu une civilisation très évoluée, même si très différente de celle de la Terre. Les premiers contacts sont un peu rudes.
Bedford et Cavor ne sont pas d'accord sur la façon d'entrer en relation avec eux. Bedford penche nettement pour une façon musclée, tandis que Cavor, en bon savant qu'il est, cherche à entrer en contact avec eux, et y parvient. Mais ils apportent avec eux les tares de l'Humanité dans cette civilisation qui vivait en harmonie avant leur arrivée. Quand les nouveaux astronautes arriveront 65 ans plus tard, on apprendra que toute cette civilisation a disparu.
Bedford et Kate rentreront seuls sur Terre, Cavor choisissant de rester parmi les Sélénites.

## Analyse
Ce film est plus proche de la science-fiction de Georges Méliès (Le Voyage dans la Lune), ou même celle du baron de Münchhausen, que de celles de Kubrick (2001 : l'odyssée de l'espace) ou Lucas (Star Wars). Le propos n'est pas de chercher le réalisme scientifique ni même le vraisemblable. C'est une fantaisie, mais qui tout de même amène à se poser des questions sur le bien-fondé du désir d'expansion géographique de l'Homme, et de sa propension à s'approprier systématiquement et hâtivement toute terre qu'il croit « découvrir », alors qu'elle est déjà habitée. Il est aisé d'y voir une allégorie de la conquête de l'Amérique par les Européens, qui apportèrent avec eux les fléaux (l'alcool, les maladies entre autres vénériennes…) qui décimeront les peuples amérindiens.

## Fiche technique
- Titre : Les Premiers Hommes dans la Lune
- Titre original : First Men in the Moon
- Réalisation : Nathan Juran
- Scénario : Nigel Kneale et Jan Read, d'après une nouvelle de H. G. Wells
- Production : Charles H. Schneer et Ray Harryhausen
- Société de production : Ameran Films
- Musique : Laurie Johnson
- Photographie : Wilkie Cooper
- Montage : Maurice Rootes
- Direction artistique : John Blezard
- Pays de production : Royaume-Uni
- Format : couleurs - 2,35:1 - mono - 35 mm
- Genre : aventures, science-fiction
- Durée : 103 minutes
- Date de sortie : 20 novembre 1964 (États-Unis)

## Distribution
- Edward Judd (en) (VF : Jean-Claude Michel) : Arnold Bedford
- Martha Hyer (VF : Martine Sarcey) : Katherine « Kate » Callender
- Lionel Jeffries (VF : Roger Carel) : Joseph Cavor
- Miles Malleson (VF : Fred Pasquali) : le conservateur de Dymchurch
- Norman Bird : Stuart
- Gladys Henson (en) : l'infirmière de la maison de retraite
- Paul Carpenter (VF : Jacques Ferrière) : le reporter de l'Express
- Hugh McDermott : Richard Challis, de l'Agence spatiale des Nations unies (UNSA)
- Betty McDowall (en) : Margaret Hoy, de l’UNSA
- Marne Maitland (non crédité) : docteur Tok, de l'UNSA

## Autour du film
- Le tournage s'est déroulé à Chertsey, New Haw et aux studios de Shepperton.
- La nouvelle de H. G. Wells avait déjà été adaptée en 1919 par Bruce Gordon et J. L. V. Leigh, sous le titre The First Men in the Moon.
- Détail amusant : le module lunaire qui se pose au tout début, préfigurant le LM de la mission Apollo 11 — mais comportant un équipage composé de Russes et d'Américains en bonne entente, ce qui rend ce film encore plus sympathique en pleine guerre froide ! —, est décoré avec le damier rouge et blanc de la fusée de Tintin dans Objectif Lune.